# Giuseppe Settele
Giuseppe Settele (Roma, 30 dicembre 1770 – Roma, 6 marzo 1841) è stato un astronomo, archeologo e presbitero italiano.

## Biografia
Nacque a Roma, figlio di Xavier Settele, panettiere bavarese e di Therese Hipp, figlia a sua volta di un panettiere. Intraprese la carriera ecclesiastica forse soprattutto per seguire la sua vocazione scientifica. Nel 1801 fu tra i rifondatori dell'Accademia dei Lincei e poco tempo dopo entrò anche nell'Arcadia. 
divenne insegnante di matematica e astronomia presso l'Archiginnasio romano. 
A lui va il merito di aver dato impulso alla soluzione definitiva del caso Galilei. Nel 1820 si vide negare la pubblicazione del suo manuale di Astronomia dal cardinale segretario del Sant'Uffizio, Filippo Anfossi, perché nel Volume II dell'opera vi era un riferimento alla teoria eliocentrica copernicana, in cui veniva esposta come teoria assodata e non come mera ipotesi. Appellatosi, dunque, alle autorità religiose, si vide accettare infine la pubblicazione: tale decisione fu ratificata infine da papa Pio VII nel 1820, che la confermò anche nel 1822. Si tratta della prima volta in cui le autorità ecclesiastiche pontificie hanno confermato inequivocabilmente la pubblicazione di tale teoria fin dall'epoca della condanna all'abiura galileiana, in quanto ora considerabile verità non correlata con la fede, oltre che ormai comunemente accettata dalla comunità scientifica cristiana. Infatti, dopo quella condanna, la legge pontificia vietava la pubblicazione di verità contrarie alle Sacre Scritture, tra cui specificamente anche la teoria copernicana quando fosse stata presentata come assodata (cosa che in realtà non era, fino ancora alla prima metà del secolo XVIII).
Successivamente, Settele si dedicò anche all'archeologia e fu membro ordinario della Pontificia accademia romana di archeologia. Divenne famoso soprattutto per l'esplorazione delle Grotte vaticane, nelle quali riuscì a rinvenire alcune epigrafi sepolcrali di papi come Bonifacio II, Gregorio I, Sabiniano e Adriano II. Pubblicò alcune opere, conferendo un nuovo impulso alla disciplina.
Morì a Roma e venne sepolto nella tomba di famiglia al Camposanto Teutonico.
Negli anni ottanta del XX secolo l'astronomo Paolo Maffei ha svolto un lavoro di analisi sul Diario personale inedito di Settele, da cui il Canonico ricavò i materiali delle sue pubblicazioni, in particolare nel suo manuale di Astronomia.

## Opere
- Giuseppe Settele, Elementi di ottica e di astronomia, Roma, De Romanis, 1819.
- Giuseppe Settele, Memoria sull'importanza dei monumenti che si trovano nei cemeterj degli antichi cristiani che si trovano del contorno di Roma, Roma, De Romanis, 1824.
- Giuseppe Settele, Ad Philippi Laurentii Dionysii opus de Vaticanis cryptis..., Roma, Ferretti, 1840.

Postuma
- Giuseppe Settele, Giuseppe Settele, il suo diario e la questione galileiana, a cura di Paolo Maffei, Foligno, Edizioni dell'Arquata, 1987.